# 近畿方言
近畿方言，是日本近畿地方（關西地方）各種日語方言的總稱；而俗稱的關西腔（日语：〔〕 Kansai-ben）主要是特指近畿地區當中京阪神（京都、大阪、神戶）一帶的方言。畿内（指日本古代至中世紀的奈良、京都一帶）的腔調是直接由江戶時期末葉的京都、大阪區域的口語所形成，現在為近畿地方的居民以及近畿出身者（共約2000萬人）日常使用。但即使同樣是近畿方言，也依地區以及年代的不同而有所差異（請參照後述「近畿方言依地域別的分類」）。近畿方言直到江戶時期中葉為止都是日本的標準語，現在則成為除標準語外具有次大影響力的一種方言。

## 近畿方言的特色詞
- （ya） - 斷定助動詞。相當于標準語的（da）。除了關西人之外，北陸、岐阜縣、四國人也常用的辭彙。

| （＋） |

但假定條件習慣上比更加常見。事實上和標準語的系出同源，都是由中世日語的連語音便以後，混合古典斷定助動詞的部分活用而來的，可以從以下終止形的演變看出來：
| 地區                 | 鎌倉時代 | 室町時代 | 江户時代 | 明治以後 |
| -------------------- | -------- | -------- | -------- | -------- |
| 近畿地方             |          |          |          |          |
| 近畿地方以外的西日本 | 、       |          |          |          |
| 東日本和山陰         |          |          |          |          |

- ［例句］（Osaka ya）＝（Osaka da）＝是大阪

- （yan）、 (yanka) - 年輕人使用的强調終助詞。相當于標準語的（dewa naika）、首都圈方言（東京附近的年輕人使用的日語方言）的（jan）。
  - ［例句］（kakkoee yan）＝（kakkoii dewa naika）、（kakkoii jan）＝很厲害、很棒、很帥
- （nen） - 强調終助詞。相當于標準語的（noda）、（nda）。
  - ［例句］（suki yanen）＝（suki nanda）＝我喜歡你
- （hen）、（n） - 否定助動詞。相當于標準語的（nai）。關于（n）、住于靜岡縣濱松以西的日本人都使用。
  - ［例句］（tabehen）、（taben）＝（tabenai）＝不吃
- （haru） - 尊敬語助動詞。（nasaru）的變化。相當于標準語的（o- ni naru）。 
  - ［例句］（tabeharu）＝（tabenasaru）、（o-tabe ni naru）＝吃
- （ōkini） - 多謝。相當于標準語的（arigatō）。
- （maido） - 你好。商用大阪話。相當于標準語的（dōmo）。
- （aho） - 笨蛋。相當于標準語的（baka）。
- （akan） - 不行。相當于標準語的（dame）、（ikenai）。
- （oideyasu）、（okoshiyasu） - 歡迎光臨。京都方言。相當于標準語的（irasshaimase）、（yōkoso）。
- （hona）、（honnara） - 那麼、再見。相當于標準語的（sore dewa）、首都圈方言的（jaa）。
- （honma） - 真的。相當於標準語的（hontō）。
- （chau） - 不一样。（chigau）的變化。
- （metcha）、（mutcha） - 很。年輕人使用。相當于標準語的（totemo）、首都圈方言的（chō）。
- （nande yanen） - 為什麼。漫才（日本的大眾表演藝術）的老一套的話。

## 近畿方言依地域別的分類
- 京言葉（Kyō-kotoba）、京都方言（Kyōto-ben）
廣義為京都府南部（日本古代山城國）的方言、狹義則為京都市中心的方言。近畿方言的始祖。敬語的使用方法很豐富、獨特的語調和詞彙也很發達、是個性很強的方言。被[谁？]認為是高雅風雅的言詞。以（dosu）代替（desu）的用法很有名。
- 大阪方言（Osaka-ben）
廣義為大阪府、狹義則為大阪市的方言。近畿方言中最為人所熟知的一種。因為大阪在日本有最大的藝人經紀公司吉本興業，日本搞笑藝人或相聲演員常用這種口音來增加演出的趣味性。電影、電視劇、小說、漫畫等也經常被使用。故事背景在大阪的動畫《戀愛情結》（ラブ★コン）的配音幾乎為此發音。
  - 船場言葉（Semba-kotoba）
大阪市船場地區的昔日的商用語。
  - 河内方言（Kawachi-ben）
大阪府東部（古代河内國）的方言。 把（yanka）稱為（yanke）、把「你」稱為（我、ware）特徵。容易被認為是粗暴的方言。[2]
  - 泉州方言（Senshu-ben）
大阪府南西部（古代和泉國）的方言。
- 神戶方言（Kōbe-ben）
神戶市周邊所使用。代替（-teiru）使用（-tō）是特徵。［例句］（shittō）=（shitteiru）=知道
- 奈良方言（Nara-ben）、大和方言（Yamato-ben）
奈良縣（古代大和國）的方言。
- 播州方言（Banshu-ben）
兵庫縣南西部（古代播磨國）的方言。
- 紀州方言（Kishu-ben）、和歌山方言（Wakayama-ben）
和歌山縣和三重縣南部（古代紀伊國）的方言。
- 近江方言（Omi-ben）、江州方言（Gōshu-ben）、滋賀方言（Shiga-ben）
滋賀縣（古代近江國）的方言。
- 三重方言（Mie-ben）
三重縣北中部的方言。伊勢方言（Ise-ben）、伊賀方言（Iga-ben）和志摩方言（Shima-ben）。
- 丹波方言（Tamba-ben）
京都府中部和兵庫縣中東部（古代丹波國）的方言。
- 舞鶴方言（Maizuru-ben）
京都府舞鶴市的方言。
- 淡路方言（Awaji-ben）
兵庫縣淡路島的方言。
- 若狹方言（Wakasa-ben）
福井縣南部（古代若狹國）的方言。

## 參看
- 輔音變化
- 关西共通语

## 外部連結
- 日本のふるさとことば集成〜近畿〜 （页面存档备份，存于）（国立国語研究所）
- Kansai Dialect Self-study Site （页面存档备份，存于） （英文）（マサチューセッツ工科大学の日本人教員ら）
- The Kansai and Osaka dialects （页面存档备份，存于） - nihongoresources.com
- Kansai Ben （页面存档备份，存于） - TheJapanesePage.com
- Kansai Japanese Guide （页面存档备份，存于） - Kansai-ben texts and videos made by Ritsumeikan University students
- Osaka-ben Study Website （页面存档备份，存于）, Kyoto-ben Study Website （页面存档备份，存于） - U-biq
- A Course in Osaka-ben - Osaka city